# Five Easy Pieces
Five Easy Pieces, Brasil: Cada um Vive como Quer / Portugal: Destinos Opostos, é um filme de 1970 dirigido por Bob Rafelson. Conta a história de Bobby Dupea (Jack Nicholson), um ex-pianista prodígio que questiona sua vida cheia de tradições familiares e tenta apagar seu passado, mas é obrigado a enfrentá-lo novamente ao visitar o pai enfermo.

## Argumento
Ex-pianista clássico Robert Dupea (Nicholson), de uma família de músicos, faz trabalho braçal em um campo de petróleo na Califórnia. Passa seu tempo livre jogando boliche, bebendo cerveja no  trailer do amigo Elton (Bush), ou com sua namorada, a garçonete Rayette (Black). Quando Robert descobre que ela está grávida, e seu amigo Elton é preso por ter assaltado um posto de gasolina no ano anterior, abandona o emprego e parte para Los Angeles onde a irmã, Partita (Smith), também pianista, está gravando Bach num estúdio. Partita diz que o pai deles teve dois derrames e ela pede a Robert para voltar à casa da família em Puget Sound, no Estado de Washington. Ele informa a Rayette que vai viajar para ver o pai e contrariado, concorda em levá-la junto. Durante a viagem dão uma carona para duas lésbicas indo para o Alasca. Uma delas, obcecada em "escapar a sujeira" que percebe em toda parte, incomoda Robert. Os quatro são expulsos de um restaurante de estrada quando Robert discute com uma garconete que, seguindo rigorosamente as regras da casa,  recusa substituir um ingrediente de um sanduiche. Ao chegar perto da casa do pai, Robert, que tem vergonha da falta de cultura da namorada, pede que ela o espere num motel. Quando chega na casa do pai ele conhece, no jantar, Catherine Van Oost (Anspach), uma jovem pianista e noiva do irmão Carl (Waite), um violinista.
Apesar das diferenças de personalidade, Robert e Catherine são atraídos um pelo outro e fazem amor no quarto dela. Rayette, cansada de esperar no motel, chega sem avisar na casa da família. A sua presença cria uma situação incômoda, mas, quando  Samia, uma pomposa amiga da família, critica a sua falta de cultura, Robert a defende veementemente. Ao sair da sala em busca de Catherine, encontra o enfermeiro do pai aplicando uma massagem na seminua Partita. Irado, Robert se atraca com o enfermeiro, que o derruba. Ele tenta convencer Catherine a sair com ele mas ela recusa, alegando que lhe falta amor próprio e não sabe amar ninguém. Na cena mais famosa do filme, Robert tenta explicar para o pai, mudo devido aos derrames e em cadeira da rodas, porque não cumpriu as expectativas da família. Ele acaba saindo de carro com Rayette, rumo à Califórnia. Mas, ao pararem num posto, enquanto Rayette tomava um café, Robert a abandona lá, sem avisar, pegando uma carona num caminhão.

## Elenco
- Jack Nicholson - Robert Eroica Dupea
- Karen Black - Rayette Dipesto
- Billy Green Bush - Elton
- Fannie Flagg - Stoney
- Sally Struthers - Betty
- Marlena MacGuire - Twinky
- Richard Stahl
- Lois Smith...Partita
- Helena Kallianiotes - Palm Apodaca
- Toni Basil - Terry Grouse
- Lorna Thayer - Garçonete
- John P. Ryan - Enfermeiro Spicer
- Susan Anspach - Catherine Van Oost

## Premiações
- Oscar (1971)

Indicado às categorias Melhor Filme, Melhor Ator (Jack Nicholson), Melhor Atriz Coadjuvante (Karen Black) e Melhor Roteiro Original
- Globo de Ouro (1971)

Vencedor na categoria Melhor Atriz Coadjuvante em Cinema (Karen Black)
Indicado às categorias Melhor Filme - Drama, Melhor Ator - Drama (Jack Nicholson), Melhor Roteiro e Melhor Diretor

## Música
As cinco peças de música clássica tocadas durante o filme  (as "Cinco Peças Fáceis" do título original do filme) são:
- Frédéric Chopin: Fantasy in F Minor Op. 49, tocado por Bobby num piano no leito de um caminhão em movimento.
- Johann Sebastian Bach: Chromatic fantasia e Fuga, tocado pela irmã de Bobby, Partita, dentro de um estúdio.
- Wolfgang Amadeus Mozart: Piano Concerto no. 9 in E-flat major, K. 271, tocado pelo irmão de Bobby, Carl, e Catherine, na primeira noite da chegada de Bobby em casa.
- Chopin: Prelude Op. 28, No. 4, in E minor, que Bobby toca para Catherine.
- Mozart: Fantasy in D Minor, K. 397